# Полетаев, Иван Иванович
Иван Иванович Полетаев (1760—1813) — русский генерал, участник русско-турецкой войны 1787—1792 гг.

## Биография
Происходил из дворян Казанской губернии и родился в 1760 г. в селе Афанасьево Казанского уезда.
Получив очень скромное домашнее образование, Полетаев 10 марта 1770 г. в возрасте 10 лет был записан капралом в 1-й фузилерный полк и 21 апреля 1786 г. получил первый офицерский чин подпоручика. Произведённый в поручики 12 мая 1786 г., Полетаев был переведён в бомбардирский полк и вскоре выступил в поход против турок, участвовал в защите крепости Кинбурна от турецкой осады и получил в это время должность квартирмейстера; в следующем году он был на лимане при сожжении турецкого флота, затем — при взятии городов Килии и Измаила и в бою у Мачина. Награждённый за войну золотым знаком и золотой шпагой с надписью «За храбрость», он 24 ноября 1794 г. получил чин подполковника, с переводом из бомбардирского полка в 1-й бомбардирский батальон гребного флота.
Высочайшим приказом от 11 января 1797 г. Полетаев был произведён в полковники, а вскоре — и в генерал-майоры (18 марта 1798 г.) с назначением командовать гарнизонными артиллерийскими ротами в Роченсальме. Через несколько месяцев по прибытии в Роченсальм, Полетаев командировал некоего поручика Страхова за приёмом амуничных вещей, снабдив его лошадьми и деньгами. Прибыв из Санкт-Петербурга в Роченсальм Страхов сдал не все деньги, объяснив, что выдал в Петербурге жалованье сопровождавшей его команде и истратил их на прокорм лошадей, на самом же деле он их растратил. Полетаев предал Страхова суду, а Страхов оклеветал генерала. Суд, назначенный по этому поводу, нашел Полетаева виновным в том, что он представил такого дурного офицера, как Страхов, к производству в штабс-капитаны и капитаны. Инспектор артиллерии Аракчеев представил все дело императору Павлу, присовокупив, что считает нужным сделать выговор генералу Полетаеву. Император посмотрел на дело иначе и положил резолюцию: «Инспектору артиллерии Аракчееву — выговор, генерал-майор Полетаев отставляется от службы (приказ 10 сентября 1799 г.) по сему делу; с Полетаева и взыскать должные деньги; Страхов выключается из службы».
В отставке Полетаев пробыл всего полтора года и 31 марта 1801 г. был вновь принят на службу с определением командиром Киевского артиллерийского гарнизона и арсенала; 26 ноября 1802 г. был награждён орденом св. Георгия 4-й степени (№ 1303 по списку Григоровича — Степанова) за беспорочную выслугу 25 лет в офицерских чинах. 3 апреля 1808 г. Полетаев вышел в отставку с полной пенсией и поселился в городе Киеве.
В 1813 г. волонтером присоединился к армии и участвовал в нескольких сражениях. Во время Лейпцигской битвы находился на левом фланге союзников в рядах Богемской армии и погиб от «лошадиного удара». Прошение вдовы о продлении ей пенсии мужа было отклонено, так как Полетаев умер, находясь не на службе, а в отставке.